# Туризм у Камчатському краї

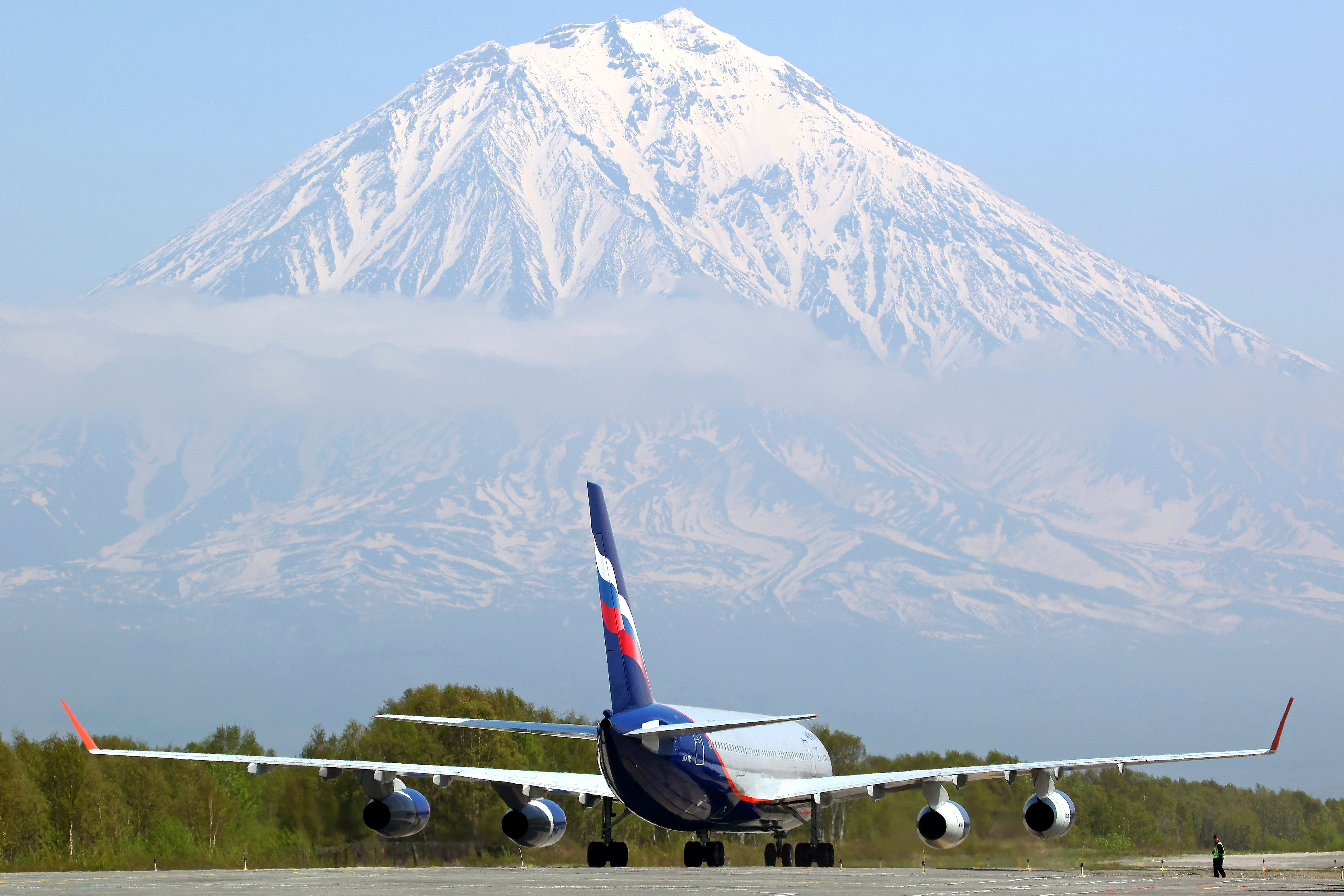
Ил-96 в головному пасажирському аеропорту Камчатки «Єлізово»

Туризм на Камчатці вирізняється різноманітністю і являє собою важливу галузь економіки Камчатського краю, що розвивається.

## Напрямки туризму

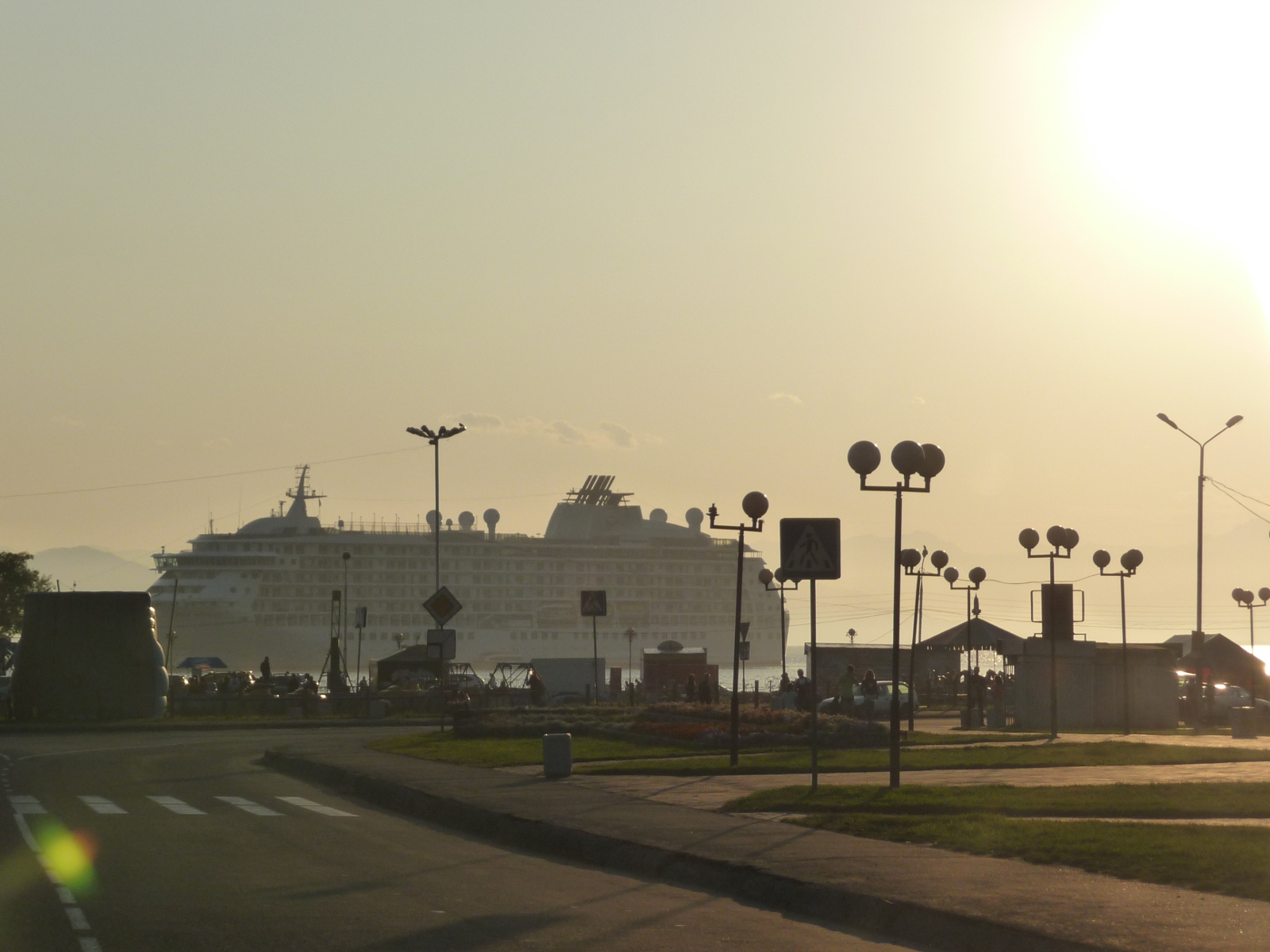
Круїзний лайнер в Авачинській бухті

Головними напрямками літа-осені є сходження на вулкани, екотуризм, прибережні круїзи по Авачинській бухті, спортивне полювання та риболовля, рафтинг, дайвінг, плавання на каяках по морю, орнітологічний і науково-пізнавальний туризм, гольф.
В сезон «зима-весна» туристична активність пов'язана з такими напрямами, як хелі-скі, катання на собачих упряжках і снігоходах, гірські лижі, сноуборд, спортивне полювання, лижні тури, купання в термальних джерелах і підлідна риболовля.
Туризм в Петропавловську-Камчатському пов'язаний з відвідуванням музеїв, гірськолижних баз поблизу міста, сходженням на домашні вулкани і поїздкою на узбережжя Тихого океану (Халактирський пляж).
Музеї також розташовані в Усть-Більшоріцьку, Усть-Камчатську, Мільково та Ессо.
Головні термальні джерела розташовані в селі Паратунка. Етнотуристичні події проводяться в селі Ессо та Анавгай.

### Національні парки та заповідники
- Природний парк «Наличево». Розташований за 25 км від столиці краю, то є одним з найбільш відвідуваних місць. Його площа становить 285 970 га. Включений до складу Всесвітньої природної і культурної спадщини ЮНЕСКО. Основна частина парку — долина річки Наличева, оточена діючими та засшими вулканами Авачинської і Дзендзур-Жупановської групи. Діють Наличевські термальні джерела.
- Природний парк «Бистринський». Розташований поблизу села Ессо. Площа парку 1 млн. 325 тис. га. Головні визначні місця — озеро Ікар, Димчиканський кордон, корякське стійбище «Чіу-Чів», евенське — «Менедек». Наприкінці лютого — початку березня проходить День Оленевода, а через один-два тижні стартує гонка на собачих упряжках «Берінгія».
- Парк «Ключевський». Входить до списку Всесвітньої природної та культурної спадщини ЮНЕСКО. Розташований поблизу селищ Ключі та Козиревськ. Тут протікає річка Камчатка, знаходяться льодовики і найбільші вулкани в кількості 13 штук, а також розташований найвищий діючий вулкан Євразії — Ключевська Сопка (4750 м). Площа парку 376 тис. га.
- Природний парк «Південно-Камчатський». Входить до списку Всесвітньої природної та культурної спадщини ЮНЕСКО. Розташований за 60 км на південь від Петропавловська-Камчатського. Площа — 489,6 тис. га. В ньому розташований кратер вулкана Мутновський, кальдера вулкана Ксудач, Ходуткинські термальні джерела, Ксудачинські джерела.

Серед заповідників також Державний природний заповідник «Корякський», Кроноцький державний природний біосферний заповідник, Державний природний біосферний заповідник «Командорський». В них можливе проведення екскурсій по маркованих стежках, огляд і фотографування.
|                 |                                       |                           |
| Долина гейзерів | Кальдера вулкана Узон. Озеро Хлоридне | Гарячі джерела в Наличево |

## Статистика
Станом на 2012 рік в краї діє 81 турфірма. В 2011 році офіційне число туристів склало 42,6 тис. росіян, серед яких жителів Камчатки — 20 тис. осіб. Іноземних громадян — 10,3 тис. осіб. В основному, із США (2125 осіб), Японії (1380 осіб) та Німеччини (856 осіб). Неофіційне число туристів не враховувалось.